# Bílé Poličany (zámek)
Bílé Poličany jsou zámek ve stejnojmenné obci v okrese Trutnov v Královéhradeckém kraji. Založen byl příslušníky rodu Valdštejnů v sousedství starší tvrze na konci šestnáctého století. Během třicetileté války jej získali Kotulinští z Kotulína, kteří zámek několikrát přestavěli. Zámecký areál s anglickým parkem je chráněn jako kulturní památka.

## Historie
Staršími panskými sídly v Bílých Poličanech bývaly dvě tvrze. Tzv. dolní tvrz stávala v blízkosti Červeného Dvora, který je jediným pozůstatekm vsi Červené Poličany zaniklé během třicetileté války. Byla centrem drobného šlechtického statku, který před rokem 1541 získal Zikmund Smiřický ze Smiřic. Vesnice poté patřila k miletínskému panství, a nepotřebná tvrz proto zanikla. Druhá tvrz stávala v blízkosti dochovaného zámku.
Poličany zůstaly součástí miletínského panství do druhé poloviny šestnáctého století, kdy je roku 1560 panství koupil Jiří z Valdštejna. Když zemřel, byla pro vdovu Alenu, rozenou z Lobkovic, z miletínského panství oddělena část vsi Poličany se dvorem a vesnicemi Třebihošť, Zdobín a Trotina. Alena poté v blízkosti staré horní tvrze založila nový renesanční zámek, jehož stavbu po macešině smrti v roce 1589 dokončil její nevlastní syn Karel z Valdštejna.
Karel statek spravoval za své nezletilé bratry. Oženil se s Barborou z Knoblouchsdorfu, se kterou měl syny Kristána, Jiřího a Jana mladšího. Zemřel 18. května 1604 a synové nejprve majetek spravovali společně, ale o dva roky později se rozdělili. Poličanský statek připadl Janovi, který ale brzy zemřel a majetek zdědili oba bratři. Rozdělili si jej na díly, které poté prodali. Dne 21. září 1619 Jiřího podíl (Poličany a Trotinu) koupila Alžběta Valdštejnská z Ichtryc za 12 100 kop míšeňských grošů. Prodej se uskutečnil během stavovského povstání, a proto byla smlouva později zrušena. Jiří sice stál na straně vzbouřených stavů, ale nemoc manželky a rodinné spory způsobily, že se do povstání zapojil později. Díky tomu byl v roce 1622 odsouzen pouze ke konfiskaci třetiny majetku.

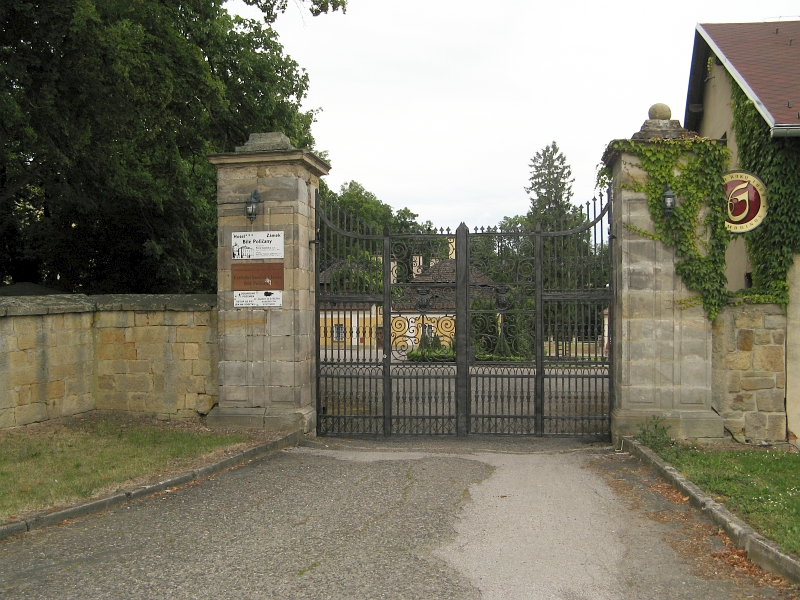
Brána do zámeckého areálu

Poličany roku 1623 koupil za 9 964 kop míšeňských grošů Jiřího strýc Albrecht z Valdštejna, ale o rok později statek v původním rozsahu prodal jako frýdlantské manství Janu Purkartu Kordulovi ze Sloupna. Jana Purkarta po několika měsících téhož roku, vystřídala Engelburga z Celtynku, manželka Václava Záruby z Hustířan. Zámek vlastnila do 12. března 1637, kdy jej prodala za 26 tisíc zlatých Jiřímu Jetřichovi Grodeckému z Grodce. Jiří Jetřich následujícího roku dosáhl u císaře Ferdinanda propuštění statku z manství a nechal si jej zapsat do zemských desek. Panství tvořené zámkem, čtyřmi poplužními dvory, jedenácti vesnicemi a sedmi díly dalších vesnic po něm zdědila Magdaléna Kotulínská z Grodce a prodala je svému manželovi Kryštofu Ferdinandovi Kotulinskému z Kotulína a Křížkovic, který je rozšířil o Velehrádek a Červené Poličany. Podle popisu z roku měl zámek podobu jednopatrové budovy s klenutým přízemím a šindelem pokrytou střechou.
Kotulinští nechali roku 1725 zámek přestavět v barokním slohu. Zámeckou budovu doplnil park s kaplí Povýšení svatého Kříže. Další přestavba proběhla v roce 1786. Roku 1804 panství prodali pražskému měšťanovi rytíři Františku Xaverovi Czeczinarovi z Birnitzu. Jeho syn František de Paula v Poličanech ve druhé polovině devatenáctého století hostil řadu osobností české kultury, ke kterým patřili Josef Kajetán Tyl nebo Karel Jaromír Erben. V roce 1873 zámek s velkostatkem koupila kněžna Růžena z Hohenlohe. Zámeckou budovu rozšířila o jedno křídlo, ale koncem devatenáctého století zámek vyhořel a byl upraven do dochované podoby bez slohových znaků. Kněžna byla manželkou generála prince Leopolda Croÿ-Dülmena, který velel josefovské posádce. Také ona na zámku organizovala bohatý kulturní život.

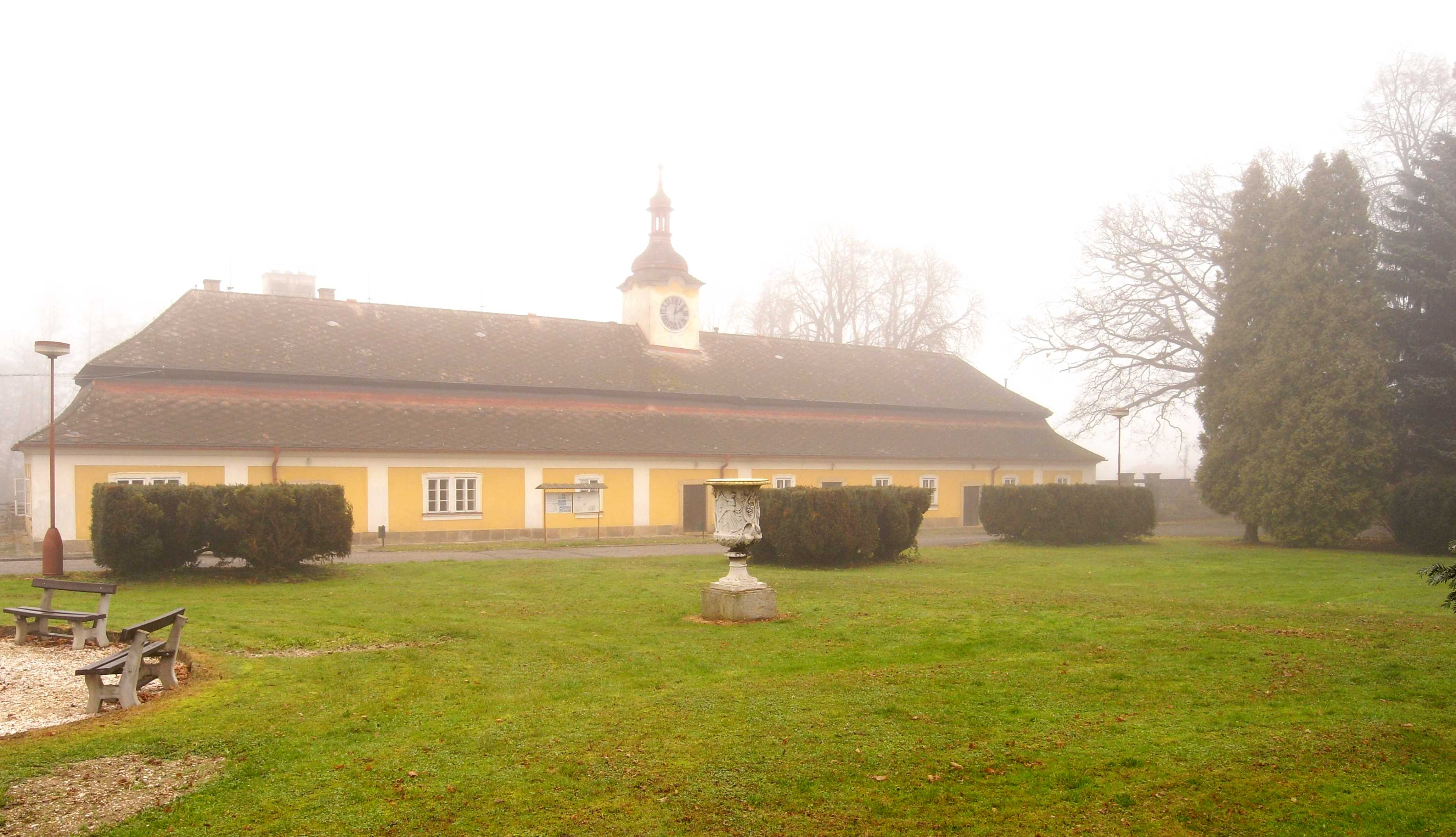
Budova na severní straně nádvoří

V roce 1909 zámek získal Alfréd Zierer, za něhož byla velká část statku rozparcelována. Po čtyřech letech od něj zámek koupil hrabě Orssich de Slavetich a od něj manželé Vladimír a Emílie Jiráskovi. Po druhé světové válce budovu koupilo město Dvůr Králové nad Labem a předalo ji Československému rozhlasu. Od roku 1954 zámek spravovalo ministerstvo vnitra, které v něm založilo Ústřední hasičskou školu. Na konci dvacátého století zámek získala Hasičská vzájemná pojišťovna. Později jej převzala společnost Florián Club, která budovu upravila na penzion.

## Stavební podoba
Zámecký areál se nachází na západním okraji vesnice. Dvoupatrová zámecká budova tvoří západní stranu nádvoří, na jehož severní straně stojí bývalé stáje s myslivnou (dům čp. 2). Východní stranu uzavírá částečně dochovaná ohradní zeď a nachází se zde novodobě upravené garáže. Na nádvoří je bazén s vodotryskem a sochami čtyř lvů. Na západě na zámek navazuje anglický park.